# Кампачо (Лука)
Кампачо је насеље у Италији у округу Лука, региону Тоскана.
Према процени из 2011. у насељу је живело 52 становника. Насеље се налази на надморској висини од 344 м.